# Glaciar Esmark
Glaciar Esmark (en inglés: Esmark Glacier) es un glaciar que fluye en la parte oeste de la Ensenada Jossac en la costa sur de Georgia del Sur. Fue nombrado por la expedición noruega bajo Olaf Holtedahl, 1927-1928, probablemente por Jens Esmark, profesor de mineralogía en la Universidad de Oslo, Noruega. Además, se encuentra al noroeste del Monte Cunningham.